# Rettenbach (powiat Cham)
Rettenbach – miejscowość i gmina w Niemczech, w kraju związkowym Bawaria, w rejencji Górny Palatynat, w regionie Ratyzbona, w powiecie Cham, wchodzi w skład wspólnoty administracyjnej Falkenstein. Leży w Lesie Bawarskim, około 23 km na południowy zachód od Cham.

## Dzielnice
W skład gminy wchodzą cztery dzielnice: Ebersroith, Haag, Rettenbach, Falkenstein.

## Demografia
| Rok  | Liczba mieszk. |
| ---- | -------------- |
| 1970 | 1 447          |
| 1987 | 1 493          |
| 2000 | 1 755          |

## Oświata
(na 1999)

W gminie znajduje się 50 miejsc przedszkolnych (77 dzieci) oraz szkoła podstawowa (13 nauczycieli, 204 uczniów).